# Йордан Александров (гимнастик)
Йордан Александров е български гимнастик.
Родом е от Русе. Учи в Калифорнийския университет в Бъркли, щата Калифорния, САЩ.
Участва в множество форуми, сред които Летните Олимпийски игри 2020, където става 35-ти в многобоя, както и се нарежда сред най-добрите 10 на Световни купи във Варна и Осиек. Освен всичко, състезанието в последния му носи 5-то място на висилка.

## Биография
Йордан започва с гимнастиката още като дете в Русе, където родителите му са треньори. Баща му Димитър го водил с него в залата, където малкият Йордан висял по уредите заедно с по-големите. Постепенно обаче се увлича все повече по гимнастиката взела все повече да му харесва дотам, че успява да го завладее.
Йордан е само на 7, когато родителите му печелят Зелена карта и заминават за Америка при роднини. Бащата Димитър започва работа като треньор по мъжка гимнастика заедно със своя шурей Боги Мишевски – също бивш гимнастик. Първоначално се установили в едно градче на 100-ина километра от Сан Франциско в щата Калифорния. Жена му Диана, която била състезателка по скално катерене, пък се заела да тренира още по-малките дечица и така Йордан бил неотлъчно с тях в залата.
През 2014 година, на 18-годишна възраст, участва в Европейското първенство за мъже. Тогава самият няма големи очаквания и заявява, че най-вече иска да си изиграе съчетанията и да трупа опит. На дебюта си той играе и на 6-те уреда.
Специалисти го „готвят“ за квота на Олимпийските игри в Рио де Жанейро, но успява да отиде на игрите през 2020 г.
В националния многобой на САЩ завършва 2-ри сред 18-годишните, като се има предвид мащаба на първенството, състоящо се от редица регионални пресявки.
За да поддържа високото си ниво в спортната гимнастика, Йордан трябва да запише университет, развиващ този спорт. Най-престижните висши училища му изпращат предложения – държавния Бъркли и частния Станфорд. Изборът е Бъркли, където треньор е олимпийският вицешампион с отбора на САЩ от Атина 2004 Брет Маклюр, който обещал да подготвя Данчо и на 6-те уреда и да му остави вратите отворени за България. Там Александров иска да следва спортна медицина.
Отказва 3 пъти да се състезава за САЩ.
През 2020 година към клуб „Стрийт Уоркаут България“ печели титлата в многобоя при мъжете на държавното лично отборно първенство за „Купа България“ по спортна гимнастика.
На Световната купа във Варна през 2021 година става шести на халки и осми на висилка. На световното първенство в Китакюшу, Япония, става 35-ти в многобоя след втори ден квалификации.
Йордан Александров се класира пети във финала на висилка на Световната купа в Осиек през 2022 година. Тогава другият ни национал Димитър Димитров пък се класира седми във финала на прескок.

## Любопитно
Любимият му спортист е легендата Кохей Учимура от Япония. „Сигурно до другата олимпиада няма да има кой да го бие“, възхищава му се Йордан Александров.
С момчетата от националния отбор на България се познава добре, приятел е с всички още от младежкия тим. „С тях сме почти цяло лято, тренираме заедно в зала „Раковски“, като се прибера в България“, разказва Йордан. Голямата му мечта, както и на всеки спортист, е да представя България на олимпиада.
Интересува се от футбол, волейбол, тенис, вълнува се за изявите на българските спортисти изобщо.